# 朝鮮産米増殖計画
朝鮮産米増殖計画（ちょうせんさんまいぞうしょくけいかく、朝: 산미 증식 계획）は、1920年代に当時日本領であった朝鮮半島で行われた朝鮮総督府主導の土地・農事改良事業。
明治以後、日本は急激な人口増加と生活向上に伴って米の需要が高まったが、当時の日本国内の生産力はその需要に対応しきれず、20世紀に入った頃には日本は恒常的な米の輸入国になっていった。当時の日本では工業生産性を維持するために賃金の抑制を図る必要があったが、そのためには賃金の動向に大きな影響を与える主食である米の価格（米価）を抑制していくことが重要であった。米価の抑制のためには大量の米を日本本土に輸入する必要があったが、安定的な輸入は困難で、日本の国際収支の悪化要因にもなっていた。第一次世界大戦中にはその問題は深刻化して、1918年の米騒動へと発展した。一方、朝鮮半島では三・一運動以来の独立運動を鎮静化のために生活水準の向上が課題となり、そのためにも資金難で進まなかった農業生産向上のための土地・農事改良事業が必要とされた。更に朝鮮総督府及び朝鮮銀行が朝鮮銀行券の安定化のために、朝鮮銀行が準備できる正貨であると同時に朝鮮銀行券と唯一交換できる“外貨”でもあった日本銀行券を日本本土との交易によって獲得する必要に迫られていた。
1920年、朝鮮総督府は30年計画で耕種改善と80万町歩相当の土地改良を行うことを目標とし、まず最初の15年で2億4千万円の経費を投じて43万町歩分の土地改良を行おうとした。これによって900万石分の米の増産が図られ、うち700万石分を日本本土へ移出することで日本国内の米価が下がり、代金としての日本銀行券が朝鮮銀行に入り、更に半島住民の生活も向上して独立運動が沈静化するという目論見であった。
だが、戦後恐慌の影響もあって最初の数年で計画通りの実施が困難となり、実際に行われた土地改良は9万町歩に過ぎなかった。1926年に「産米増殖更新計画」として改訂して再出発した。改訂計画は今後12年間で残りの目標を実現しようとするもので、その計画には日本政府も協力して斡旋資金2億4千万円を拠出し、更に朝鮮土地改良株式会社・東洋拓殖株式会社土地改良部を新設して事業の実施を促進しようとした。だが、世界恐慌の影響による資金不足で事業遂行が困難となり、更に朝鮮米の大量移入は日本本土の農村恐慌を悪化させるとした世論の批判も登場するようになった。このため、1934年に事実上の計画打ち切りとなった。
この間、土地改良や水利改善によって生産性の向上はあったものの、その反面大地主への土地集積や融資の返済に苦しむ中小農民の苦悩の深刻化、更には日本本土への米の移出増大を達成するため(および不況下での現金収入のため)に却って朝鮮半島における1人あたりの米消費量が減少する（その多くは半島住民の米獲得が困難になったことによる）など、朝鮮総督府の目論見には程遠いものであった。